# Stomolophidae
Stomolophidae é uma família de medusas da ordem Rhizostomeae.

## Géneros
- Eupilema Haeckel, 1880
- Nemopilema Kishinouye, 1922
- Stomolophus L. Agassiz, 1862